# 용성 송씨
용성 송씨(龍城宋氏)는 경기도 화성시를 본관으로 하는 한국의 성씨이다. 시조는 조선에서 용성군에 봉해진 송엄경(宋嚴卿)이다.

## 참고 자료
- “용성송씨(龍城宋氏)”. 뿌리를 찾아서.[깨진 링크(과거 내용 찾기)]